# Viktoria Wolffhardt
Viktoria Wolffhardt (Tulln an der Donau, 26 de junio de 1994) es una deportista austríaca que compite en piragüismo en la modalidad de eslalon.
Ganó tres medallas en el Campeonato Mundial de Piragüismo en Eslalon, entre los años 2014 y 2015, y seis medallas en el Campeonato Europeo de Piragüismo en Eslalon, entre los años 2011 y 2021.

## Palmarés internacional
| Campeonato Mundial | Campeonato Mundial          | Campeonato Mundial | Campeonato Mundial |
| Año                | Lugar                       | Medalla            | Competición        |
| ------------------ | --------------------------- | ------------------ | ------------------ |
| 2014               | Deep Creek (Estados Unidos) | Medalla de plata   | K1 por equipos     |
| 2015               | Londres (Reino Unido)       | Medalla de bronce  | C1 por equipos     |
| 2017               | Pau (Francia)               | Medalla de plata   | K1 por equipos     |
| Campeonato Europeo |                             |                    |                    |
| Año                | Lugar                       | Medalla            | Competición        |
| 2011               | Seo de Urgel (España)       | Medalla de plata   | K1 por equipos     |
| 2013               | Cracovia (Polonia)          | Medalla de bronce  | K1 individual      |
| 2018               | Praga (República Checa)     | Medalla de oro     | C1 individual      |
| 2018               | Praga (República Checa)     | Medalla de plata   | K1 por equipos     |
| 2019               | Pau (Francia)               | Medalla de bronce  | K1 por equipos     |
| 2021               | Ivrea (Italia)              | Medalla de plata   | K1 por equipos     |